# جيف ودروف
جيف ودروف (بالإنجليزية: Jeff Woodruff)‏ هو مدير فني أمريكي، ولد في 1958 في رافينا في الولايات المتحدة.